# Арсений Афендулис
Арсений (на гръцки: Αρσένιος, Арсениос) е гръцки духовник, струмишки (1910 - 1913) и лариски и платамонски митрополит (1914 – 1934).

## Биография
Роден е като Арсениос Афендулис (Αρσένιος Αφεντούλης) в 1864 година в тракийската гръцка паланка Мириофито, тогава в Османската империя. Учи в търговско училище, а по-късно в 1894 година завършва с отличие богословското училище на остров Халки и е хиротонисан за дякон. Преподава в училището в Халки, работи в Халкидонската митрополия. Става архидякон, протосингел и помощник епископ на ефеския митрополит Йоаким с титлата иринуполски (1901 – 1910).
В 1910 година е избран за струмишки и тивериополски патриаршески митрополит.
След като след Междусъюзническата война в 1913 година Струмица попада в България, Арсений бяга в Гърция и е избран за лариски митрополит. Поради сблъсъка с венизелистите не успява да заеме катедрата за четири години (1917 – 1920). Заема поста до смъртта си в 1934 година.